# 東北亞非核地帶條約
東北亞非核地帶條約（draft Northeast Asia Nuclear-Weapons-Free Zone Treaty，縮寫：NEA-NWFZ），全名「東北亞非核武器地帶條約草案」，是由日本提出的東北亞三國非核地帶（NFZ）條約草案。2008年8月，由日本民主黨核軍縮促進議員聯盟正式於國內提案，呼應從2007年到2012年在長崎市發表的「長崎和平宣言」。该草案在日本至今未签署生效。

## 目的
使東北亞成為非核地帶，減緩區域間衝突，促進世界非核地帶擴展。

## 设想中的參與國

### 區域內國家
- 日本

### 鄰近擁有核兵器的國家
- 中华人民共和国
- 俄羅斯
- 美国

## 主要內容
- 位於東北亞非核兵器地帶內的國家，禁止核爆炸裝置的研究、開發、實驗、製作、生產、接受、保有、貯藏、配備、使用。
- 曾遭原子彈攻擊而承受巨大傷害的城市的真相，現在與未來將世世代代傳達下去。
- 「鄰近擁有核兵器的國家」禁止於東北亞非核兵器地帶使用核兵器恐嚇。

## 特點
- 以區域內國家和位於國內的他國軍事設施為針對對象。
- 非核三原則在多國之間實踐。
- 記取原爆的慘痛教訓，訂定義務教育核軍縮。

## 外部連結
- 長崎平和宣言(平成23年度)[永久](平成22年度)[永久] (平成21年度)[永久] (平成20年度)
- 長崎平和宣言 ＞ 核軍縮用語
- 核不軍縮・不拡散議員連盟・日本
- 条約（案）本文
- 東北アジア非核兵器地帯条約（案）について
- これまでに署名された非核兵器地帯条約（平成21年3月） （页面存档备份，存于）
- 原案作成者による解説 （页面存档备份，存于）